# Château de Moy
Le château de Moy est un château très endommagé près de Lochbuie, Mull.

## Histoire
Le château de Moy est bâti au XVe siècle par Hector Reaganach Maclean, frère de Lachlan Lubanach Maclean of Duart. C'est une tour à trois étages avec un grenier. Un puits se trouve dans le sol du rez-de-chaussée. Le château est pris aux Macleans of Lochbuie par le clan Campbell, mais retourne plus tard aux mains des Maclaines. Il est abandonné en 1752 quand une nouvelle maison est construite
Il a été utilisé pour des scènes du film de Powell et Pressburger de 1945 Je sais où je vais et un groupe de 40 fans l'ont visité pour célébrer le 60e anniversaire de la sortie du film en 2005,.